# Minas do Leão
Minas do Leão is een gemeente in de Braziliaanse deelstaat Rio Grande do Sul. De gemeente telt 8.124 inwoners (schatting 2009).